# UFC on ESPN: Cannonier vs. Borralho
UFC on ESPN: Cannonier vs. Borralho (también conocido como UFC on ESPN 62 o UFC Vegas 96) fue un evento de artes marciales mixtas producido por Ultimate Fighting Championship que se llevó a cabo el 24 de agosto de 2024 en las instalaciones de UFC Apex en Las Vegas, Nevada, Estados Unidos.

## Historia
Una pelea de peso mediano entre el ex-retador titular Jared Cannonier y Caio Borralho encabezó el evento.
En el evento se llevaron a cabo las finales de peso pluma y peso mediano de The Ultimate Fighter: Team Grasso vs. Team Shevchenko.
Para este evento estaba prevista una pelea de peso mediano entre Roman Kopylov y Brunno Ferreira. Sin embargo, Kopylov se retiró de la pelea después de una cirugía de apendicitis y la pelea fue cancelada.

## Resultados
1. ↑  Final del torneo de peso mediano de The Ultimate Fighter 32.
2. ↑  Final del torneo de peso pluma de The Ultimate Fighter 32.

## Bonificaciones
Los siguientes peleadores recibieron bonos de $50.000.
- Pelea de la Noche: Caio Borralho vs. Jared Cannonier
- Actuación de la Noche: Michael Morales y Gerald Meerschaert